# Mordellistena longevittata
Mordellistena longevittata là một loài bọ cánh cứng trong họ Mordellidae. Loài này được Píc miêu tả khoa học năm 1925.